# El Cortès (Callús)
El Cortès o can Cortès és una entitat de població de Callús (el Bages) i antiga colònia tèxtil del riu Cardener. Estava situada al peu de la carretera C-55, al nord del nucli de Callús.

## Història
El fundador de la colònia de Can Cortès fou Narcís Cortès, el qual el 1873 va demanar permís per augmentar la concessió d'aigües per a l'aprofitament de l'energia hidràulica del riu Cardener amb l'objectiu de fer moure una fàbrica de filats i teixits de cotó que volia construir. Juntament amb la fàbrica va construir també una petita colònia. El conjunt fou arrendat a altres industrials cotoners, com els Borràs de Manresa. L'any 1948 el titular de l'empresa era Hilaturas Ibéricas, tenia 160 treballadors i tenia 6.000 fusos. L'any 1983 tenia 15.000 fusos i 170 treballadors. L'any 1970 hi vivien 209 persones en 68 habitatges. Actualment té 70 habitants.